# Sokoliwka (Lwiw, Schtschyrez)
Sokoliwka (ukrainisch Соколівка; russisch Соколовка Sokolowka, deutsch Falkenstein, ab 1939 polnisch Sokolica) ist ein Dorf in der westukrainischen Oblast Lwiw mit etwa 190 Einwohnern.
Mit den Dörfern Jastrubkiw (Яструбків), Ljopy (Льопи), Nykonkowytschi (Никонковичі) und Soroky (Сороки) gehörte bis 2017 es zur gleichnamigen Landratsgemeinde, am 29. Oktober 2017 wurde das Dorf ein Teil der neu gegründeten Siedlungsgemeinde Schtschyrez (Щирецька селищна громада Schtschyrezka selyschtschna hromada).
Am 12. Juni 2020 wurde das Dorf, welches bis daher im Rajon Pustomyty lag, ein Teil des neu gegründeten Rajons Lwiw.

## Geschichte
Das Dorf entstand im Jahre 1784 im Zuge der Josephinischen Kolonisation auf dem Grund des Dorfes Nykonkowytschi. Deutsche Kolonisten lutherischer, reformierter und mennonitischer Konfession wurden dort angesiedelt. Die Kolonie wurde Falkenstein genannt und wurde eine unabhängige Gemeinde. Die Mennoniten wurden auch in den benachbarten Kolonien Einsiedel und Rosenberg angesiedelt. Sie wurden gegen ihren Willen anfänglich als Lutheraner betrachtet und gehörten mit anderen Protestanten als Filialgemeinde zur Pfarrgemeinde Dornfeld innerhalb der Evangelische Superintendentur A. B. Galizien. Im Jahre 1842 wurde ein evangelisches Bethaus erbaut. Erst im Jahre 1909, nach der Überschreitung der gesetzlichen Zahl von 100 Familien, wurde eine eigene mennonitische Pfarrgemeinde gegründet.
Im Jahre 1900 hatte die Gemeinde Falkenstein 59 Häuser mit 399 Einwohnern, davon 331 deutschsprachige, 27 polnischsprachige, 41 ruthenischsprachige, 23 römisch-katholische, 41 griechisch-katholische, 7 Juden, 328 anderen Glaubens.
Nach dem Ende des Polnisch-Ukrainischen Kriegs 1919 kam Falkenstein zu Polen. Im Jahre 1921 hatte die Gemeinde Falkenstein 88 Häuser mit 423 Einwohnern, davon alle Polen, 187 römisch-katholische, 34 griechisch-katholische, 179 evangelische, 15 andere Christen, 8 Juden (Religion).
Am 24. Mai 1939 wurde der Name Falkenstein auf Sokolica geändert.
Im Zweiten Weltkrieg gehörte es zuerst zur Sowjetunion und ab 1941 zum Generalgouvernement, ab 1945 wieder zur Sowjetunion, heute zur Ukraine. Die dann noch ansässigen Deutschen wurden 1940 infolge des Deutsch-Sowjetischen Grenz- und Freundschaftsvertrages umgesiedelt.

## Sehenswürdigkeiten
- Gutshof (19. Jahrhundert)